# Mus'ab ibn al-Zubayr
Muṣʿab ibn al-Zubayr, Abū ʿAbd Allāh o Abū ʿĪsā (in arabo ﻣﺼﻌﺐ ﺑﻦ ﺍﻟﺰﺑﻴﺮ‎?; La Mecca, ... – Dayr al-Jāthalīq, novembre 691), fu figlio del famoso Compagno di Maometto, al-Zubayr ibn al-Awwam, nonché fratello minore dell'anticaliffo ʿAbd Allāh b. al-Zubayr e del noto tradizionista ʿUrwa b. al-Zubayr.

## Biografia
Bello, cavalleresco, estremamente generoso, assomigliò a suo fratello maggiore per il coraggio e per la durezza in guerra. È ricordato principalmente per la sua campagna bellica, condotta nella sua veste di governatore dell'Iraq, contro al-Mukhtār b. Abī ʿUbayd al-Thaqafī, che occupava Kufa in nome dell'alide Muhammad ibn al-Hanafiyya, che aveva ridotto Muṣʿab ad agire nella sola regione di Bassora in rappresentanza di ʿAbd Allāh.
L'inevitabile scontro con al-Mukhtār fu affidato a Muṣʿab dal fratello ʿAbd Allāh nel 687 e quando questi arrivò a Bassora pronunciò una khuṭba minacciosa che faceva presagire l'imminenza dell'urto contro l'alide che, infatti, ebbe luogo di lì a poco.
I sostenitori di al-Mukhtār vennero sconfitti ad al-Madhar e poi a Ḥarūra. Dopo un assedio di 4 mesi, al-Mukhtār fu ucciso mentre combatteva con i suoi 7 soldati contro 40.000 soldati di Mosab e Mukhtar fu tradito dai suoi 7.000 soldati che erano stati comprati da Mosab  il 3 aprile 687, e Muṣʿab condannò a morte molti degli sconfitti. Questi successi sconvolsero il fratello che in un primo momento lo depose, per poi tornare sulle sue decisioni a causa della pressione della popolazione irachena che richiedeva il ritorno di Muṣʿab.
Soppressa la rivolta di al-Mukhtār, Muṣʿab dovette fronteggiare la minaccia nella parte settentrionale dell'Iraq rappresentata dal califfo omayyade ʿAbd al-Malik b. Marwān. Con difficoltà fermò ʿUbayd Allāh b. al-Ḥurr, che cercava di alimentare una contro-rivoluzione, ma un tentativo analogo su Bassora dell'omayyade Khālid b. ʿAbd Allāh b. Khālid fallì. Trattando con durezza i cittadini di Bassora favorevoli all'omayyade, Muṣʿab finì con l'alienarsi le personalità più influenti della città i quali, di nascosto, cominciarono a negoziare con i marwanidi, prima ancora di dichiararsi apertamente in loro favore.
Nel 689-90 il governatore zubayride dovette porre fine ai saccheggi eseguiti dagli Zanj nella regione di Bassora. L'anno seguente un esercito siriano capeggiato dallo stesso Khālid giunse ad accamparsi a Jufrat Nāfiʿ/Jufrat Khālid (da qui il nome Jufriyya dato all'esercito). Muṣʿab non poté a lungo resistere, né alla popolazione che si faceva a lui sempre più ostile, né alla pressione omayyade che andava crescendo. Inoltre le truppe zubayridi manifestavano solo un moderato entusiasmo nei confronti del loro comandante. I suoi più fidati soldati, stanchi del suo pugno di ferro, erano pronti a tradirlo negoziando con ʿAbd al-Malik che prometteva ampi favori. Quest'ultimo aveva provato a negoziare anche con Muṣʿab che, venuto a conoscenza dell'ambiguità dei suoi militari, declinò le offerte e decise di affrontare la morte in battaglia.
Tra i suoi alleati solo Ibrāhīm b. al-Mālik al-Ashtar (figlio di Malik al-Ashtar) combatté con ardore, morendo nell'ottobre, prima della battaglia di Dayr al-Jāthalīq (novembre 691). Gli altri si astennero o cambiarono fronte andando a rafforzare le schiere siriane. Muṣʿab, disarcionato dal proprio cavallo, ricevette a Dayr al-Jāthalīq il colpo mortale ifertogli da ʿUbayd Allāh b. Zabayān.
ʿAbd al Malik ordinò ai suoi poeti di esaltare la sua fine eroica. La generosità di Musʿab fu molto lodata e decantata. Si racconta che il fratello ʿAbd Allāh, ricevute le notizie della sua morte, rimase del tutto indifferente, non approvando la sua esagerata passionalità per le donne e per la durezza delle sue repressioni, oltre che per una sua rozzezza di modi e per gli insulti che era solito lanciare agli avversari, secondo l'antica usanza dei guerrieri preislamici.